# Zdzisława Janiszewska-Nieścioruk
Zdzisława Janiszewska-Nieścioruk – polska pedagog, dr hab. nauk społecznych, profesor uczelni Instytutu Psychologii i prodziekan Wydziału Pedagogiki, Psychologii i Socjologii Uniwersytetu Zielonogórskiego.

## Życiorys
31 stycznia 1999 obroniła pracę doktorską Znaczenie samooceny w integracji społecznej dzieci upośledzonych umysłowo w stopniu lekkim, 3 listopada 2011 habilitowała się na podstawie pracy zatytułowanej Społeczna i edukacyjna integracja osób z niepełnosprawnością intelektualną w perspektywie ekosystemu. Została zatrudniona na stanowisku adiunkta w Kolegium Nauk Społecznych i Filologii Obcych i w Kolegium Pedagogicznym Politechnice Śląskiej.
Jest profesorem uczelni Instytutu Psychologii i prodziekanem na Wydziale Pedagogiki, Psychologii i Socjologii Uniwersytetu Zielonogórskiego.

## Odznaczenia
- Srebrny Krzyż Zasługi (2019)[2]